# Ta’ Kuljat
Ta’ Kuljat – wzgórze na Malcie, w gminie Żebbuġ, na wyspie Gozo. Ma wysokość 163 m n.p.m.